# Accidentul feroviar de la Naro-Fominsk
Accidentul feroviar de lângă Moscova din 2014 a avut loc pe data de 20 mai, în jurul orei 12:30 pe traseul Moscova - Chișinău, după ce ultimul vagon al unui tren de pasageri care efectua cursa a fost lovit de un tren marfar. În urma coliziunii, două vagoane ale garniturii au deraiat, iar la scurt timp a izbucnit un incendiu.
Accidentul s-a produs la o distanță de 69 km de la capitală rusă, lângă localitatea Naro-Fominsk, stația Bekasov-Nara. 
Coliziunea s-a produs din cauza unor defecțiuni la șine. Pe acest segment s-au făceau lucrări de reconstrucție, iar în zonă nu au fost instalate indicatoare care să avertizeze mecanicii de locomotivă.
În consecință, 6 persoane au decedat, toți fiind cetățeni moldoveni, iar alții 31 au fost răniți. Printre persoanele rănite se numără și 2 copii, două fetițe de 2 și respectiv 11 ani.